# Caojang
Caojang (egyszerűsített kínai írással: 枣阳, pinjin: Zǎoyáng) város Kínában, Hupej tartományban. 